# Atefeh Sahaaleh
Atefeh Rajabi Sahaaleh (Neka, 21 settembre 1987 – 15 agosto 2004) è stata una ragazza iraniana condannata a morte dal capo della Corte di Neka, Haji Rezai, con le accuse di adulterio e crimini contro la castità.

## Infanzia
La madre di Atefeh morì in un incidente d'auto quando lei aveva cinque anni. Poco dopo il fratellino annegò in un fiume. Suo padre, tossicodipendente, non si occupò di lei, e anzi fu lei costretta a prendersi cura dei nonni ottuagenari. Nonostante le cure che ella prestò loro, i nonni la ignorarono completamente. Crebbe nella città di Neka (Iran) e fu descritta come una  "ragazza vivace e intelligente".

## Arresto
Atefeh fu arrestata dopo essere stata violentata da un cinquantunenne. Durante l'interrogatorio e le probabili torture ella ammise di aver fatto ripetutamente sesso con il 51-enne Ali Darabi, ex guardia rivoluzionaria, diventato tassista. Darabi era a quel tempo un uomo sposato e con figli.
Ali Darabi l'aveva violentata per tre anni, senza che la famiglia venisse a sapere nulla. Anche in prigione fu probabilmente torturata e violentata dalle sue guardie, cosa che la ragazza confessò alla nonna che le fece visita. Il suo giudice fu Haji Rezai. Quando Atefeh capì che la sua causa era perduta si tolse lo hijab, atto interpretato come supremo disprezzo della corte, e urlò che Ali Darabi avrebbe dovuto essere punito, non lei; Atefeh si tolse anche le scarpe, scagliandole contro il giudice. Rezai quindi la condannò a morte.
Secondo quel che riportò la BBC, i documenti presentati alla Corte Suprema di Appello descrivevano la ragazza come 22-enne, ma il certificato di nascita e quello di morte ci dicono che ne aveva solo 16. Il tema della sua età purtroppo fu portato alla dovuta attenzione solo quando fu troppo tardi.
Amnesty International e altre organizzazioni sostennero, sia prima che durante il processo, che la ragazza soffriva di disturbi psicologici.

## Esecuzione
Atefeh fu impiccata pubblicamente al braccio di una gru a Neka, in Iran, il 15 agosto 2004. Amnesty International e altre organizzazioni dichiararono che la sua esecuzione fu un crimine contro l'umanità e contro i bambini.

## Sviluppi
Dopo l'esecuzione di Atefeh, i media iraniani riportarono che il giudice Rezai e parecchi membri della milizia, compresi il capitano Zabihi e il capitano Molai, erano stati arrestati dal Ministro della Sicurezza. L'esecuzione è considerata controversa perché in base alla firma sulla Convenzione Internazionale sui Diritti Civili e Politici (International Covenant on Civil and Political Rights), l'Iran aveva promesso di non mandare a morte nessuno al di sotto dei 18 anni. Il padre di Atefeh aveva consegnato il certificato di nascita della ragazza alle autorità civili, ai legali coinvolti ai giornalisti e al giudice Rezai. A seguito delle continue rimostranze della famiglia di Atefeh e sotto una forte pressione internazionale riguardo all'esecuzione e al modo in cui il giudice aveva manipolato il caso, la Suprema Corte dell'Iran emise un'ordinanza di perdono per Atefeh.

## Documentari
Il caso di Atefeh Sahaaleh fu raccontato da un documentario della BBC realizzato dalla Wild Pictures nel 2006. La direttrice Monica Garnsey e il produttore associato Arash Sahami indagarono e si mossero in incognito per documentare la vicenda. La storia di Atefeh è stata anche al centro di una puntata di un'ora di Discovery Times dal titolo Execution in Iran.